# Agnes Katsuko Sasagawa
Agnes Katsuko Sasagawa, também conhecida como Irmã Sasagawa (em japonês: シスター笹川; 28 de maio de 1931 – Akita, 15 de agosto de 2024) foi uma freira e visionária católica japonesa que testemunhou as aparições marianas em Akita, no Japão.

## Biografia

### Anos iniciais e vocação
Ela nasceu prematuramente em uma família budista e teve sérios problemas de saúde desde a infância. Aos 19 anos, ela ficou paralisada após uma cirurgia malsucedida. Nos 16 anos seguintes, ela passou por muitas cirurgias malsucedidas em vários hospitais. Numa clínica em Myōkō, ela conheceu uma enfermeira católica cujo exemplo levou Katsuko a ser batizada. Ingressando na Congregação do Imaculado Coração de Maria em Nagasaki, assumiu como nome religioso Irmã Agnes. No ano de 1969, a convite do bispo John Shojiro Ito, transferiu-se para a Ordem dos Servos da Eucaristia em Yuzawadai, onde entre outros ela ensinava catecismo. No início de 1973, ela perdeu completamente a audição.

### Aparições marianas
Em maio de 1973 mudou-se para o convento das Servas da Eucaristia em Akita, onde entre 12 de junho de 1973 e 15 de setembro de 1981, ela testemunhou muitas aparições da Virgem Maria, durante as quais lhe deu instruções e a promessa de cura. Considerada milagrosa, uma estátua de madeira de Nossa Senhora, que supostamente falava, sangrava e chorava, ainda é objeto de veneração no mosteiro. Irmã Agnes recebeu um estigma em sua mão, além de relatar visões de anjos lhe dizendo, entre outras coisas, o conteúdo da oração, que mais tarde se revelou idêntico à oração transmitida durante as aparições de Fátima.
Em abril de 1984, o bispo Shojiro Ito anunciou oficialmente que as aparições em Akita eram sobrenaturais e permitiram o culto local de Nossa Senhora de Akita na diocese de Niigata. Em 1988, o então cardeal Joseph Ratzinger (futuro Papa Bento XVI), na época prefeito da Congregação para a Doutrina da Fé, qualificou como confiáveis os eventos ocorridos em Akita embora não tenha emitido declaração formal aprovando os acontecimentos. Em 2013, o Papa Francisco escolheu o mosteiro de Akita para participar especialmente na vigília global de oração, relacionada com o Ano da Fé.

### Morte
Irmã Agnes Sasagawa morreu aos 93 anos no dia 15 de agosto de 2024, festa da Assunção de Maria, devido a várias condições médicas. Uma missa fúnebre teria sido celebrada para os membros do mosteiro em que vivia e, logo após, o seu corpo foi doado para uma faculdade de medicina a seu pedido.